# Barker Reservoir
Das Barker Reservoir ist ein Stausee bei Nederland im US-Bundesstaat Colorado.
Der Bau des Barker-Staudamms mit einer Mauerdicke von etwa einem Meter und einer Länge von knapp drei Kilometern begann im Jahr 1908. Sowohl der Damm als auch der See sind nach der Besitzerin des Grundstücks Hannah Barker benannt. Am 4. August 1910 wurde der Damm fertiggestellt.